# Ceratopogon
Ceratopogon is een geslacht van stekende muggen uit de familie van de knutten (Ceratopogonidae).

## Soorten
- C. abstrusus Borkent and Grogan, 1995
- C. algidus Borkent and Grogan, 1995
- C. annettae Borkent and Grogan, 1995
- C. arcanus Borkent and Grogan, 1995
- C. boomerangus Borkent and Grogan, 1995
- C. cinaedicus Borkent and Grogran, 1995
- C. communis Meigen, 1804
- C. culicoidithorax Hoffman, 1926
- C. curtus Borkent and Grogan, 1995
- C. denticulatus Borkent & Grogan, 1995
- C. elevatus Borkent & Grogan, 1995
- C. gigaforceps Remm, 1973
- C. grandiforceps (Kieffer, 1913)
- C. inverecundus Borkent and Grogan, 1995
- C. kolensis Remm, 1993
- C. lacteipennis Zetterstedt, 1838
- C. magniforceps (Kieffer, 1925)

- C. mallochi (Cole, 1921)
- C. mammulus Borkent and Grogan, 1995
- C. multisetosus Borkent and Grogan, 1995
- C. naccinervis Borkent, 1997
- C. niveipennis Meigen, 1818
- C. pallicoleatus Borkent and Cole, 1995
- C. pandus Borkent and Grogan, 1995
- C. paucisetosus Remm, 1974
- C. pontis Borkent and Grogan, 1995
- C. pubiantennalis Borkent and Grogan, 1995
- C. rectus Borkent and Grogran, 1995
- C. relictus Borkent and Grogan, 1995
- C. romanicus Damian-Georgescu, 1972
- C. scutellatus Say, 1829
- C. seculus Borkent and Grogan, 1995
- C. willisi Borkent and Grogan, 1995